# Fagonia glutinosa
Fagonia glutinosa är en pockenholtsväxtart som beskrevs av Del.. Fagonia glutinosa ingår i släktet Fagonia och familjen pockenholtsväxter.

## Underarter
Arten delas in i följande underarter:
- F. g. grandiflora
- F. g. longipetiolara
- F. g. nuda